# Kaisa Matomäki
Pour les articles homonymes, voir Matomäki.
Kaisa Sofia Matomäki (née le 30 avril 1985 à Nakkila) est une mathématicienne finlandaise spécialisée en théorie des nombres.

## Formation et carrière
Kaisa Matomäki est née à Nakkila, en Finlande, le 30 avril 1985.
Elle fréquente l'école secondaire à Valkeakoski et remporte le premier prix au concours national de mathématiques pour lycéens finlandais.
Elle passe sa maîtrise à l'université de Turku et reçoit le Prix Ernst Lindelöf pour le meilleur mémoire de maîtrise en Finlande en 2005.
Après avoir terminé son doctorat au Royal Holloway College de l'Université de Londres en 2009 sous la direction du Pr Glyn Harman (en), avec une thèse intitulée Applications of Sieve Methods in Analytic Number Theory, elle retourne à Turku,.
Depuis le mois de septembre 2015, elle travaille comme chercheuse au Département de Mathématiques et de Statistique, à l'Université de Turku.
Ses recherches portent sur les résultats sur la répartition des fonctions multiplicatives sur de courts intervalles de nombres; par exemple, elle a montré que les valeurs de la fonction de Möbius sont réparties de façon égale entre +1 et -1 sur de courts intervalles. Ces résultats, à leur tour, font partie des outils utilisés par Terence Tao pour prouver le problème d'incohérence d'Erdős (en).

## Prix et distinctions
Kaisa Matomäki et Maksym Radziwill de l'Université McGill, au Canada, reçoivent le Prix SASTRA Ramanujan en 2016, prix créé en 2005 et décerné chaque année à des contributions remarquables par de jeunes mathématiciens dans les domaines influencés par Srinivasa Ramanujan.

La citation du prix SASTRA Ramanujan 2016 indique : 

« Kaisa Matomäki et Maksym Radziwill se voient décerner conjointement le Prix SASTRA Ramanujan 2016 pour leurs profondes et larges contributions à plusieurs problèmes importants dans divers domaines de la théorie des nombres et en particulier pour leur spectaculaire collaboration qui est en train de révolutionner le sujet. Le prix reconnaît qu'en ayant apporté d'importantes améliorations par rapport aux œuvres des pionniers sur des problèmes de longue date, ils ont introduit un certain nombre de techniques innovantes. Le prix reconnaît particulièrement leur collaboration qui commence par un article conjoint en 2015 en analyse géométrique et fonctionnelle qui a conduit à leur article publié en 2016 dans les Annales de Mathématiques dans lesquelles ils obtiennent des résultats étonnants sur les fonctions multiplicatives sur de courts intervalles, et en particulier un résultat important sur la parité de la fonction lambda de Liouville sur presque tous les intervalles courts - un article dont on prévoit qu'il modifie le champ des fonctions multiplicatives d'une manière importante. Le prix met également en exergue le récent article conjoint de Matomäki, Radziwill et Tao, qui annonce une avancée significative dans le cas k=3 vers une conjecture de Chowla sur les valeurs de la fonction lambda sur les ensembles de k nombres entiers consécutifs. Enfin, le prix note que Matomäki et Radziwill, par le biais de leur gamme impressionnante de résultats profonds et de nouvelles techniques puissantes, qu'ils ont introduits, vont fortement influencer le développement de la théorie analytique des nombres dans l'avenir. »

.
En 2016 elle est conférencière invitée au congrès mathématique européen à Berlin avec une conférence intitulée Around the Möbius function, conjointement avec Radziwill. En 2016 elle est également lauréate du Prix Väisälä de l'Académie finlandaise des sciences.
En 2020, elle est lauréate du prix de la Société mathématique européenne.
En 2021, elle obtient le Prix Ruth Lyttle Satter. En 2023, elle reçoit conjointement avec Maksym Radziwill le prix Frank-Nelson-Cole dans la catégorie « théorie des nombres », pour leur article novateur "Multiplicative functions in short intervals" (Annals of Math. 183 (2016), pp. 1015-1056).

## Publications
- avec M. Radziwill: Multiplicative functions in short intervals. In: Annals of Mathematics. vol 183, 2016, pp 1015-1056, Arxiv.
- Large differences between consecutive primes. In: Quarterly Journal of Mathematics. vol 58, 2007, pp 489-518.
- On signs of Fourier coefficients of cusp forms. In: Mathematical Proceedings of the Cambridge Philosophical Society. vol 152, 2012, pp 207-222.
- The distribution of α p modulo one. In: Mathematical Proceedings of the Cambridge Philosophical Society. vol 147, 2009, pp 267-283.
- avec M. Radziwill, Terence Tao: An averaged form of Chowla´s conjecture. In: Algebra & Number Theory., vol 9, 2015, pp 2167-2196, Arxiv.
- Carmichael numbers in arithmetic progressions. In: Journal of the Australian Mathematical Society. vol 94, 2013, pp 268-275.